# 北六塘河
北六塘河位于中国江苏省北部，为灌河左岸支流，系清康熙二十四年（1685年），河道总督靳辅围垦硕项湖，在湖之南、北各开一条河道，上接总六塘河，北者即今“北六塘河”。今北六塘河西起淮安市淮阴区北部淮沭河，通过六塘河地下涵洞接纳淮沭河以西渠西河、跃进河、淮泗河等雨涝积水，向东流大致沿着沭阳县和涟水县边界进入灌南县，于县城新安镇西北龙沟村南过盐河，经龙沟河入灌河。干流全长58.8公里，流域面积794平方公里。